# Канзас (Оклахома)
Канзас (енгл. Kansas) град је у америчкој савезној држави Оклахома.

## Демографија
По попису из 2010. године број становника је 802, што је 117 (17,1%) становника више него 2000. године.
| Група             | 2000.       | 2010.       |
| Белци             | 308 (45,0%) | 315 (39,3%) |
| Афроамериканци    | 0 (0,0%)    | 2 (0,2%)    |
| Азијати           | 0 (0,0%)    | 0 (0,0%)    |
| Хиспаноамериканци | 8 (1,2%)    | 9 (1,1%)    |
| Укупно            | 685         | 802         |